# SuperJunior05 (TWINS)
SuperJunior05 (TWINS) es el álbum debut de Super Junior, lanzado el 5 de noviembre del 2005 en Corea del Sur. El álbum alcanzó la posición # 3 en el MIAK K-pop, vendiendo 28.536 copias en el primer mes de lanzamiento. Esto incluye el # 1 en la radio de Super Junior, el primer sencillo, "Miracle" y el exitoso debut del sencillo, "TWINS (Knock Out) ". El álbum vendió más de 94 000 copias en 2008.

## Historia
Más información: Discografía de Super Junior
- Después de alcanzar el éxito aclamado por la crítica desde su debut del sencillo "TWINS (Knock Out)", que se realizó en SBS Popular Songs el 6 de noviembre de 2005 por primera vez, el grupo estaba programado para liberar un sencillo oficial de la canción. Sin embargo, un sencillo digital de TWINS (Knock Out) fue lanzado en cambio, con tres nuevos sencillos  más , disponible para descarga el 8 de noviembre de 2005.
- El álbum completo, que incluía todos los sencillos en el "TWINS (Knock Out)" liberación digital y varias otras nuevas pistas, fue lanzado el 5 de diciembre de 2005 en Corea del Sur.
- El 12 de febrero de 2006, Super Junior pasó a su segundo sencillo promocional del álbum "Miracle".
- "Miracle", fue la segunda canción y el último en ser promovido de su álbum de estudio.
- Sólo doce de los actuales trece miembros de Super Junior se presentan en este álbum, Kyuhyun no se agregó al grupo hasta seis meses después del lanzamiento de este álbum.

## Información general
- El primer sencillo del álbum, "TWINS (Knock Out)" es una versión rap rock. Bailando como las águilas, la coreografía de baile fue extremadamente popular.
- El siguiente sencillo, "Miracle", es una típica canción k-pop bubblegum pop, un género sigue siendo acogido por los niños , jóvenes y adultos.
- Al igual que la misma canción, la coreografía para el sencillo es más sencillo y más suave. El resto de las pistas en su primer álbum de estudio, consisten principalmente en baladas de amor, pop y R&B, y para las pistas de baile el rap y rápidos golpes de Tambor.
- Los temas principales que participan en el álbum, tratan sobre situaciones que están relacionadas con el amor o la confianza.
- Baladas suaves como "You are the one" y "So I", tiene la intención de un entorno positivo en la relación amor.
- "Miracle" y "Way for love" contiene letras bubblegum pop con puntos de vista positivos para el  amor y confianza.
- Sin embargo, en  "TWINS (Knock Out)", "O.V.E.R", "L.O.V.E", etc, hablan sobre las malas relaciones en el amor. Por ejemplo, en "O.V.E.R", la letra de la canción es en torno a una relación terminada. "L.O.V.E" implica alrededor de una pérdida de esperanza y confianza después de que el amor se ha acabado.
- Asimismo, tema debut de Super Junior "Twins (Knock Out)",  habla del autoengaño y de los aspectos indecisos de la mente, los sentimientos contrastantes entre un hombre hacia el amor y cómo lo tiene que decidir, si debe o no continuar el amor o luchar con atenerse a su propio destino.

## Recepción
- Tan pronto como fue lanzado el álbum, se mantuvo en el #1 durante toda la semana en Korea's Hanteo Weekly Chart.
- Aunque SuperJunior05 (TWINS), era un éxito comercial después del debut muy esperado del grupo en noviembre, el álbum no logró alcanzar el primer lugar en el MIAK K-pop Monthly Charts.
- En cambio, debutó como #3, por la venta de 28.536 copias.
- Sin embargo, el sencillo que colaboró Super Junior con TVXQ ese mismo mes debutó como #1, vendiendo 49.945 copias.
- SuperJunior05 (TWINS) se mantuvo en las listas de éxitos durante el año 2006, por la venta extra de 26.510 copias. Vendió 10.408 copias más en 2007 y vendió 86.659 copias a mediados de 2008.Permanece como dentro de los 60 primeros álbumes de gran éxito de ventas a partir de 2005 hasta 2008.
- Cuando fue lanzado en Taiwán el 16 de febrero de 2006, debutó en #16 en los G-music J-pop Weekly Album Charts .

## Lista de canciones
| #   | Título                                                 | Escritores                        | Duración |
| --- | ------------------------------------------------------ | --------------------------------- | -------- |
| 1.  | "Miracle"                                              | Yoon Hyosang                      | 2:56     |
| 2.  | "TWINS (Knock Out)"                                    | Yoo Young Jin                     | 3:20     |
| 3.  | "You are the one"                                      | Kenzie                            | 3:52     |
| 4.  | "Rock this house"                                      | Eunhyuk                           | 3:07     |
| 5.  | "차근차근 (Way for love)" ["Carefully (Way for love)"] | Lee Yoonjae                       | 3:17     |
| 6.  | "So I"                                                 | Kyun Hojoong, Sangwon (the Anomi) | 3:43     |
| 7.  | "OVER"                                                 | Kim Heechul, Eunhyuk              | 3:16     |
| 8.  | "Keep in touch"                                        | Hitoshi Harukawa                  | 4:31     |
| 9.  | "L.O.V.E."                                             | Kibum, Eunhyuk                    | 3:36     |
| 10. | "Believe"                                              | Kim Heechul                       | 4:54     |
| 11. | "TWINS (Knock Out)" [Instrumental]                     |                                   | 3:21     |

## Lista de ventas y posiciones

### Ventas de álbumes mensuales (Corea del Sur)
| Mes      | 1 (diciembre de 2005) | 2 (enero de 2006) | 3 (febrero de 2006) | 4 (marzo de 2006) | 5 (abril de 2006) | 6 (mayo de 2006) | 7 (junio de 2006) | 8 (julio de 2006) | 9 (septiembre de 2006) | 10 (Octubre de 2006) | 11 (Noviembre de 2006) | 12 (Diciembre de 2006) |
| -------- | --------------------- | ----------------- | ------------------- | ----------------- | ----------------- | ---------------- | ----------------- | ----------------- | ---------------------- | -------------------- | ---------------------- | ---------------------- |
| Posición | 3                     | 19                | 15                  | 14                | 17                | 16               | 18                | 28                | 30                     | 22                   | 37                     | 43                     |
| Ventas   | (28,536)              | (5,115)           | (8,281)             | (5,988)           | (5,380)           | (5,890)          | (3,815)           | (3,165)           | (4,058)                | (3,675)              | (2,091)                | (2,073)                |
| Total    | 28,536                | 33,651            | 41,932              | 47,920            | 53,300            | 57,115           | 60,280            | 64,338            | 68,013                 | 70,104               | 72,179                 | 74,252                 |

| Mes      | 13 (enero de 2007) | 14 (febrero de 2007) | 15 (mayo de 2007) | 16 (junio de 2007) | 17 (julio de 2007) | 18 (agosto de 2007) | 19 (octubre de 2007) | 20 (febrero de 2008) | 21 (marzo de 2008) |
| -------- | ------------------ | -------------------- | ----------------- | ------------------ | ------------------ | ------------------- | -------------------- | -------------------- | ------------------ |
| Posición | 44                 | 29                   | 41                | 45                 | 42                 | 39                  | 50                   | 45                   | 48                 |
| Ventas   | (1,327)            | (1,609)              | (1,037)           | (669)              | (770)              | (1,193)             | (1,138)              | (766)                | (658)              |
| Total    | 75,579             | 77,188               | 79,751            | 80,393             | 81,163             | 82,356              | 83,759               | 86,001               | 86,659             |

### Ventas de álbumes anuales (Corea Del Sur)
| Año      | 1 (2005) | 2 (2006) | 3 (2007) |
| -------- | -------- | -------- | -------- |
| Posición | 70       | 21       | 78       |
| Ventas   | (28,536) | (55,046) | (10,408) |

### Lista de posiciones

#### Corea del Sur
| Lista                     | Posición Debut | Posición Máxima | Lista run        |
| ------------------------- | -------------- | --------------- | ---------------- |
| Hanteo Weekly Charts      | 1              | 1               | (10 Semanas)     |
| MIAK K-pop Monthly Charts | 3              | 3               | (no establecido) |

#### Taiwán
| lista                       | Posición Debut | Posición Máxima | Lista run  |
| --------------------------- | -------------- | --------------- | ---------- |
| G-Music Weekly J-POP Charts | 16             | 16              | (1 semana) |